# 桑切斯卡里翁省

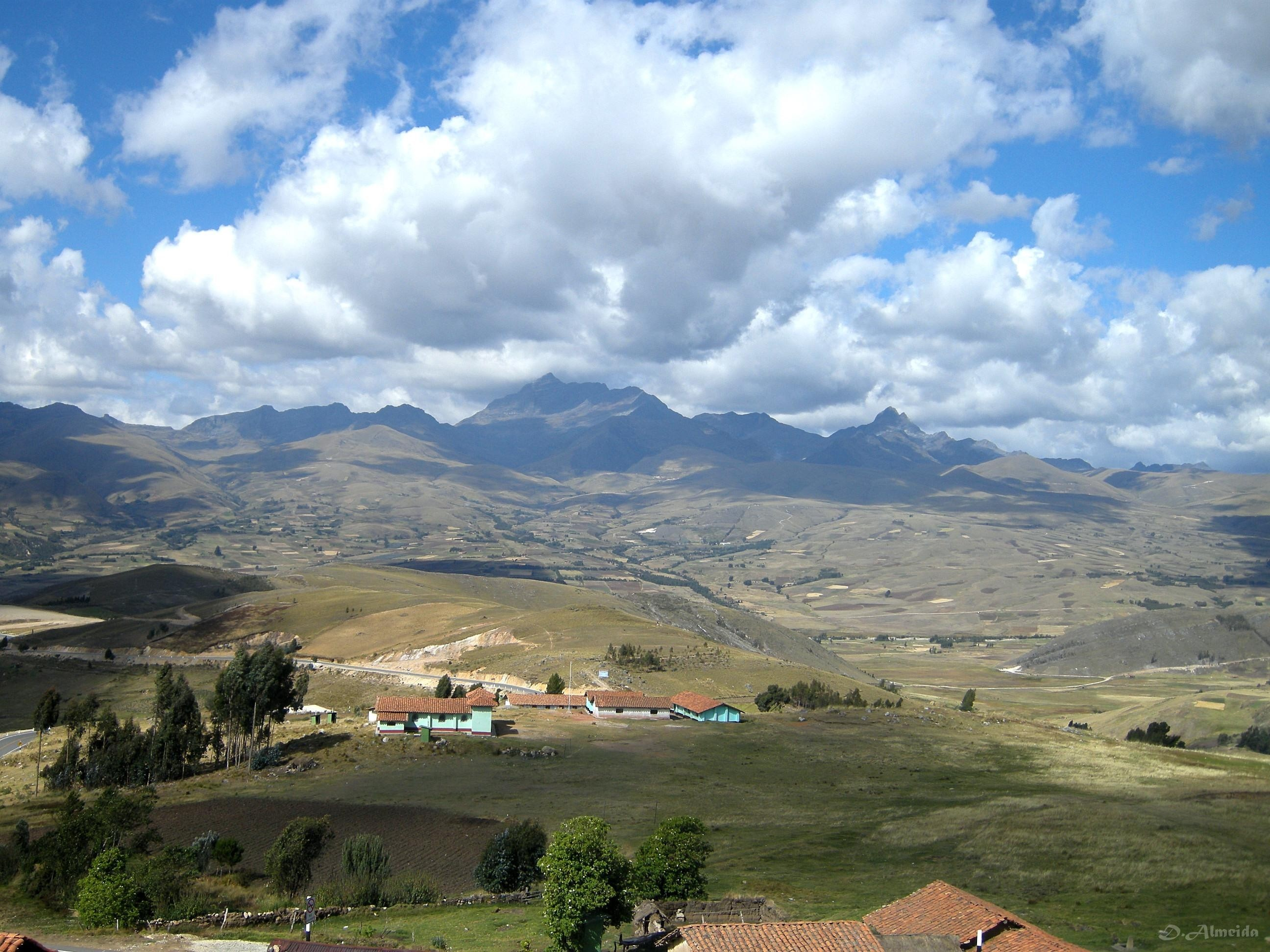

桑切斯卡里翁省（西班牙語：Provincia de Sánchez Carrión），是秘魯的省份，位於該國西北部拉利伯塔德大區，首府是瓦馬丘科，面積2,486平方公里，2005年人口127,562，人口密度每平方公里51人。
7°48′44″S 78°02′51″W / 7.81222°S 78.04750°W